# Cướp biển vùng Caribbe 2: Chiếc rương tử thần
Cướp biển vùng Caribbe 2: Chiếc rương tử thần là một bộ phim kỳ ảo anh hùng dân gian của Mỹ năm 2006, nằm trong loạt phim phiêu lưu giả tưởng Cướp biển vùng Caribe của hãng Walt Disney Pictures, và là phần tiếp theo của  Cướp biển vùng Caribe: Lời nguyền tàu Ngọc Trai Đen. Đây là phần phim đạt doanh thu cao nhất toàn cầu năm 2006 và hiện tại đứng thứ 24 trong danh sách phim có doanh thu cao nhất mọi thời đại của điện ảnh Hoa Kỳ. Với doanh thu vượt 1 tỷ đô la Mỹ sau 63 ngày công chiếu, trở thành bộ phim thứ ba đạt con số 10 chữ số, phần hai này cũng là phần thành công nhất trong số ba phần phim đã phát hành tính đến hết năm 2010.
Phim được 4 đề cử Oscar lần thứ 79 (âm thanh, biên tập âm thanh, chỉ đạo nghệ thuật và kỹ xảo) trong đó đoạt 1 giải về kỹ xảo (John Knoll, Hal Hickel, Charles Gibson và Allen Hall).

## Nội dung
Đám cưới của Will Turner và Elizabeth Swann bị gián đoạn bởi lãnh chúa Cutler Beckett của công ty Đông Ấn vì cả hai giúp đỡ thuyền trưởng Jack Sparrow tẩu thoát ở phần phim trước. Elizabeth đang bị giam giữ, nhưng Beckett hứa hẹn trả tự do cho cô nếu Will theo dõi Jack và mang chiếc la bàn ma thuật của Jack về. Ngay sau đó, Thống đốc Weatherby Swann cố gắng thoát khỏi Cảng Hoàng Gia với Elizabeth nhưng bị bắt. Elizabeth thương lượng với Beckett cho cô tẩu thoát để đi tìm chiếc la bàn. Cô trốn trên một chiếc tàu thương gia của người Scotland, Edinburgh Trader.
Trên tàu Ngọc trai đen, Jack gặp lại "Bootstrap Bill" Turner (cha của Will), người đã tiết lộ ông là một thuyền viên trên tàu Người Hà Lan bay, chỉ huy bởi Davy Jones, người mà trước đây Jack đã thỏa thuận để làm thuyền trưởng tàu Ngọc trai đen. Jack phải tham gia thủy thủ đoàn hoặc bị kéo vào Tủ khóa của Davy Jones (một thuật ngữ nói về tận sâu lòng đáy biển, nơi an nghỉ của những cướp biển bị chết). Cuối cùng thủy thủ đoàn của Jack tìm thấy Jack trên một hòn đảo cai trị bởi bọn thổ dân ăn thịt người, từ đó họ trốn thoát. Tia Dalma, người đã nói với họ rằng Jones có một trái tim đang được chứa bên trong Chiếc rương tử thần. Trên tàu Người Hà Lan bay, Will gặp cha mình, và biết rằng Jones đang giữ chiếc chìa khóa. Sau khi chơi một trò chơi của Dice Liar chống lại Jones, Bootstrap giúp Will trốn thoát với chiếc chìa khóa, nhưng Jones cho bạch tuộc khổng lồ Kraken đuổi theo anh.
Tại Tortuga, Jack thuê các thủy thủ mới, bao gồm Elizabeth và James Norrington - bây giờ là một gã nghiện rượu. Cuộc chiến nổ ra giữa Jack, Will, và Norrington - những người muốn trái tim cho mục đích riêng của họ: Jack muốn điều khiển thủy quái Kraken, Will muốn cứu cha mình, và Norrington muốn lấy lại địa vị của mình. Trong sự hỗn loạn, Jack lấy được trái tim của Jones và giấu nó trong một cái bình đất, nhưng Norrington bí mật đánh cắp trái tim và giả vờ chạy ra để đánh lạc hướng thủy thủ đoàn Người Hà Lan bay. Jones tấn công tàu Ngọc trai đen với thủy quái Kraken, ngấu nghiến hầu hết thủy thủ đoàn và phá hủy cả con tàu. Jack ra lệnh cho những người sống sót rời khỏi tàu, nhưng Elizabeth xích anh vào cột buồm để các thủy thủ có thể thoát khỏi Kraken. Jack xoay xở để thoát ra nhưng bị nuốt chửng bởi Kraken. Jones phát hiện ra trái tim của mình đang mất tích. Tại Cảng Hoàng Gia, Norrington tiếp cận Beckett và đưa cho gã trái tim, cho phép anh trở lại lực lượng hải quân cũng như cho phép Beckett giành quyền kiểm soát Davy Jones và biển cả. Các thủy thủ tàu Ngọc trai đen đều đồng ý giải cứu Jack. Tia Dalma giới thiệu người thuyền trưởng mới sẽ hướng dẫn họ chính là thuyền trưởng Hector Barbossa được hồi sinh.
Trong đoạn hậu kết, những người thổ dân trên đảo bắt được chú chó của Edward Teague (cha của Jack Sparrow) tôn lên làm thủ lĩnh chuẩn bị ăn thịt. Sau đó chú chó chạy thoát và trở về bên Edward Teague (có xuất hiện trong Cướp biển vùng Caribbean 3: Nơi tận cùng thế giới).

## Diễn viên
- Johnny Depp vai Jack Sparrow
- Orlando Bloom vai Will Turner
- Keira Knightley vai Elizabeth Swann
- Bill Nighy vai Davy Jones
- Jack Davenport vai James Norrington
- Stellan Skarsgård vai Bootstrap Bill Turner
- Kevin McNally vai Joshamee Gibbs
- Jonathan Pryce vai Thống đốc Weatherby Swann
- Tom Hollander vai Cutler Beckett
- Naomie Harris vai Tia Dalma
- Lee Arenberg vai Pintel
- Mackenzie Crook vai Ragetti
- Martin Klebba vai Marty
- David Schofield vai Ian Mercer
- Geoffrey Rush vai Hector Barbossa